# John Michael Miller
John Michael Miller CSB (* 9. července 1946, Ottawa) je kanadský římskokatolický kněz a od roku 2009 metropolitní arcibiskup vancouverský.